# Domvast
Domvast är en kommun i departementet Somme i regionen Hauts-de-France i norra Frankrike. Kommunen ligger i kantonen Nouvion som tillhör arrondissementet Abbeville. År 2022 hade Domvast 341 invånare.

## Befolkningsutveckling
Antalet invånare i kommunen Domvast
| Referens: INSEE |